# Fisk Jubilee Singers
Фиск Джубили Сингерс (англ. Fisk Jubilee Singers) — афроамериканский ансамбль «а капелла», который состоит из студентов нэшвиллского университета Fisk University. Первоначальный состав датируется 1871 годом.
Ранние годы Fisk Jubilee Singers исполняли в основном спиричуэлсы, а также некоторые песни, написанные Стивеном Фостером. В то время Fisk Jubilee Singers совершенно четко дистанцировались от прочих полупрофессиональных черных музыкантов, например, от странствующих менестрелей. Ансамбль много гастролировал как по Америке, так и по Европе, чтобы заработать деньги для своего университета.
Современный репертуар ансамбля составляют госпелы.
В 2002 году Библиотека Конгресса США удостоила запись ансамбля «Swing Low, Sweet Chariot» 1909 года включением в Национальный Регистр Музыкальных Записей.
Fisk Jubilee Singers являются соавторами современной версии известного спиричуела Go Down Moses.

## Дискография
- 1968 Fisk Jubilee Singers, Word Distribution
- 1997 Fisk Jubilee Singers, Vol. 1: Swing Low, Sweet Chariot, Document
- 1997 Fisk University Jubilee Singers, Vol. 1, Document
- 1997 Fisk University Jubilee Singers, Vol. 2, Document
- 1997 Fisk University Jubilee Singers, Vol. 3, Document
- 1997 Fisk University Jubilee, Vol. 2, Document
- 1997 Fisk University Jubilee, Vol. 3, Document
- 2003 In Bright Mansions, Curb
- 2006 16 Songs of Faith, Songs of Faith